# 무성 설순 파열음
무성 설순 파열음(Voiceless linguolabial plosive)은 일부 음성 언어에서 사용되는 닿소리의 하나이다. 이를 나타내는 국제음성기호는 t̼ 또는 p̺이다.